# Rue Salle-au-Comte
La rue Salle-au-Comte est une ancienne rue de Paris, disparue en 1859 lors du percement du boulevard Sébastopol.

## Origine du nom
La nom de la rue est lié au Comte de Dammartin qui y possédait une maison au XIIIè siècle[réf. nécessaire].

## Situation
La rue reliait la rue aux Ours à l'ancienne rue Saint-Magloire puis à la rue Rambuteau à partir de 1843. 
Elle était parallèle à la rue Saint-Denis et à la rue Quincampoix et longeait le chevet de l'église Saint-Leu-Saint-Gilles.
Son emplacement correspond au trottoir ouest (côté des numéros impairs) du boulevard Sébastopol.

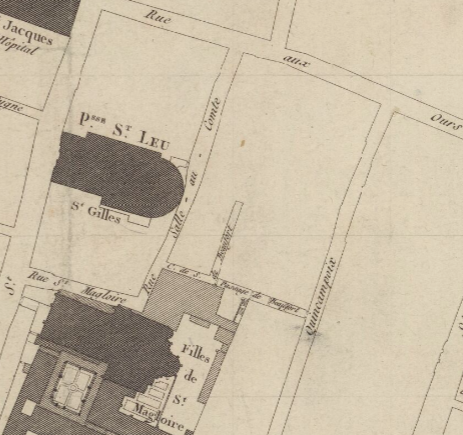
Rue Salle-au-Comte, rue Saint-Magloire en 1790 sur plan de Verniquet
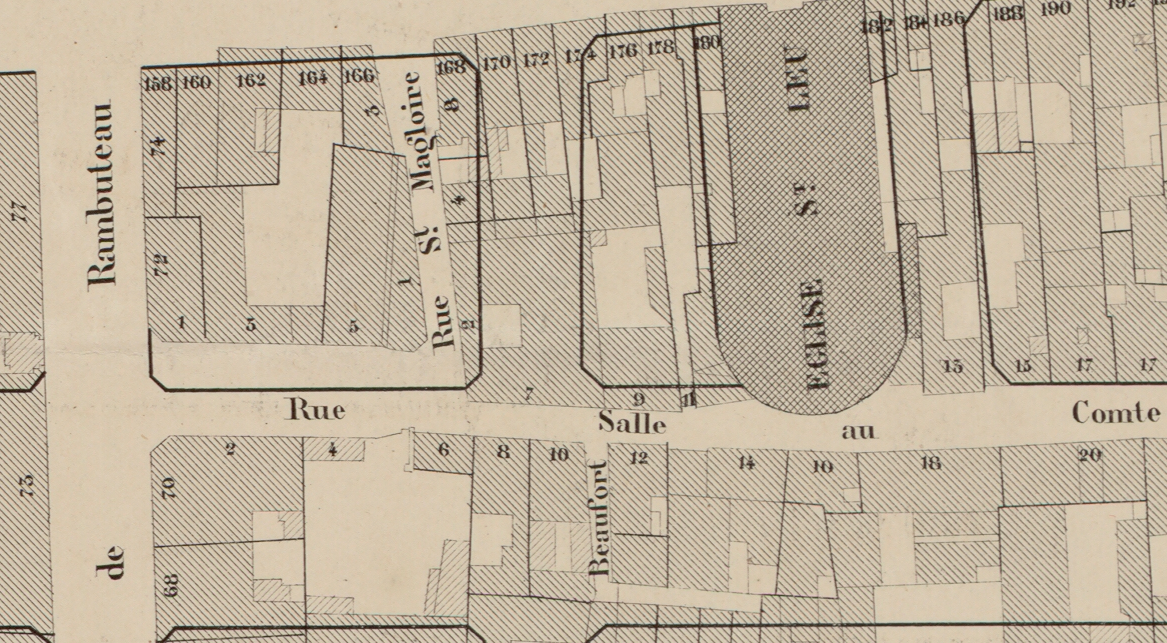
Situation de la rue sur le projet de percement du boulevard Sébastopol

## Historique
La rue était à l'origine une impasse qui aboutissait à l'une des portes de l'abbaye Saint-Magloire. Cette impasse fut transformée au début du XVème siècle en rue nommée rue au Comte de Dammartin puis rue Salle-au-Comte.
La rue est prolongée en 1843 de la rue Saint-Magloire à la rue Rambuteau dans l'axe de l'impasse Saint-Magloire qui datait de 1807.
La rue est supprimée en 1859 lors du percement du boulevard Sébastopol.
Les immeubles qui la bordaient ont été détruits à cette époque et remplacés par ceux qui bordent ce boulevard entre les rues aux Ours et Rambuteau, à l'exception du chevet de l'église Saint-Leu-Saint-Gilles flanqué de deux petits bâtiments.